# براندون (مسيسيبي)
براندون (بالإنجليزية: Brandon, Mississippi)‏ هي مدينة تقع في الولايات المتحدة في Rankin County. يقدر عدد سكانها بـ 16,436 نسمة ومساحتها 55.3 كم2 وترتفع عن سطح البحر 147 متر.

## التركيبة السكانية
حدّد مكتب تعداد الولايات المتحدة بيانات التركيبة السكانية لبراندون في تعداد الولايات المتحدة. في ما يلي، التركيبة السكانية حسب تعدادي 2000 و2010.

### تعداد عام 2000
بلغ عدد سكان براندون 16,436 نسمة بحسب تعداد عام 2000، وبلغ عدد الأسر 6,295 أسرة وعدد العائلات 4,593 عائلة مقيمة في المدينة. في حين سجلت الكثافة السكانية 246.4 نسمة لكل كيلومتر مربع (638.2/ميل2). وبلغ عدد الوحدات السكنية 6,540 وحدة بمتوسط كثافة قدره 98.1 لكل كيلومتر مربع (254.1/ميل2).
وتوزع التركيب العرقي للمدينة بنسبة 86.61% من البيض و11.89% من الأمريكيين الأفارقة و0.10% من الأمريكيين الأصليين و0.58% من الأمريكيين ذوي الأصول الآسيوية و0.06% من سكان جزر المحيط الهادئ و0.30% من الأعراق الأخرى و0.47% من عرقين مختلطين أو أكثر و1.30% من الهسبانيون أو اللاتينيون من أي عرق.
بلغ عدد الأسر 6,295 أسرة كانت نسبة 38.4% منها لديها أطفال تحت سن الثامنة عشر تعيش معهم، وبلغت نسبة الأزواج القاطنين مع بعضهم البعض 59% من أصل المجموع الكلي للأسر، ونسبة 11.4% من الأسر كان لديها معيلات من الإناث دون وجود شريك،  بينما كانت نسبة 2.5% من الأسر لديها معيلون من الذكور دون وجود شريكة وكانت نسبة 27% من غير العائلات. تألفت نسبة 23.4% من أصل جميع الأسر من عدة أفراد يعيشون في نفس المنزل ونسبة 7.4% كانت تتألف من شخص يعيش بمفرده يبلغ من العمر 65 عاماً أو أكثر. وبلغ متوسط حجم الأسرة المعيشية 2.53، أما متوسط حجم العائلات فبلغ 3.00.
بلغ العمر الوسطي للسكان 36.2 عاماً. وكانت نسبة 25.2% من القاطنين تحت سن الثامنة عشر، وكانت نسبة 7.9% بين الثامنة عشر والرابعة والعشرين عاماً، ونسبة 29.8% كانت واقعةً في الفئة العمرية ما بين الخامسة والعشرين والرابعة والأربعين عاماً، ونسبة 24.4% كانت ما بين الخامسة والأربعين والرابعة والستين، ونسبة 9.5% كانت ضمن فئة الخامسة والستين عاماً فما فوق. يوجد لكل 100 أنثى 90.6 ذكر، ويوجد لكل 100 أنثى في الثامنة عشر من عمرها فما فوق 86.5 ذكر.
بلغ متوسط دخل الأسرة في المدينة 53,246 دولارًا، أما متوسط دخل العائلة فبلغ 63,098 دولارًا. وكان متوسط دخل الذكور 42,414 دولارًا مقابل 28,128 دولارًا للإناث. وسجل دخل الفرد الخاص بالمدينة 24,020 دولارًا. وكانت نسبة 4.1% من العائلات ونسبة 6% من السكان تحت خط الفقر، وكان من هؤلاء نسبة 7.7% تحت سن الثامنة عشر ونسبة 10.7% في الخامسة والستين من العمر وما فوق.

### تعداد عام 2010
بلغ عدد سكان براندون 21,705 نسمة بحسب تعداد عام 2010، وبلغ عدد الأسر 8,427 أسرة وعدد العائلات 6,138 عائلة مقيمة في المدينة. في حين سجلت الكثافة السكانية 325.4 نسمة لكل كيلومتر مربع (842.8/ميل2). وبلغ عدد الوحدات السكنية 8,943 وحدة بمتوسط كثافة قدره 134.1 لكل كيلومتر مربع (347.3/ميل2).
وتوزع التركيب العرقي للمدينة بنسبة 80.60% من البيض و16.86% من الأمريكيين الأفارقة و0.18% من الأمريكيين الأصليين و0.98% من الأمريكيين ذوي الأصول الآسيوية و0.06% من سكان جزر المحيط الهادئ و0.52% من الأعراق الأخرى و0.80% من عرقين مختلطين أو أكثر و1.65% من الهسبانيون أو اللاتينيون من أي عرق.
بلغ عدد الأسر 8,427 أسرة كانت نسبة 37.5% منها لديها أطفال تحت سن الثامنة عشر تعيش معهم، وبلغت نسبة الأزواج القاطنين مع بعضهم البعض 55.9% من أصل المجموع الكلي للأسر، ونسبة 13.1% من الأسر كان لديها معيلات من الإناث دون وجود شريك،  بينما كانت نسبة 3.8% من الأسر لديها معيلون من الذكور دون وجود شريكة وكانت نسبة 27.2% من غير العائلات. تألفت نسبة 24.6% من أصل جميع الأسر من عدة أفراد يعيشون في نفس المنزل ونسبة 9.5% كانت تتألف من شخص يعيش بمفرده يبلغ من العمر 65 عاماً أو أكثر. وبلغ متوسط حجم الأسرة المعيشية 2.53، أما متوسط حجم العائلات فبلغ 3.01.
بلغ العمر الوسطي للسكان 37.8 عاماً. وكانت نسبة 26.1% من القاطنين تحت سن الثامنة عشر، وكانت نسبة 6.7% بين الثامنة عشر والرابعة والعشرين عاماً، ونسبة 27.1% كانت واقعةً في الفئة العمرية ما بين الخامسة والعشرين والرابعة والأربعين عاماً، ونسبة 25.9% كانت ما بين الخامسة والأربعين والرابعة والستين، ونسبة 14.2% كانت ضمن فئة الخامسة والستين عاماً فما فوق. وتوزع التركيب الجنسي للسكان بنسبة 46.3% ذكور و53.7% إناث.

## أعلام
- سكاي لين
- إيلي شيلبي هاموند
- لويس إتش ويلسون جونيور
- جون بيل وليامز
- جاستن ماب
- تايلر مور